# 竹書房
竹書房是日本的出版社，現總部在東京都千代田區三番町東急大樓6樓全層。

## 簡介
1972年10月，野口恭一郎創辦了竹書房，發行日本麻將專題雜誌《月刊近代麻雀》。之後竹書房亦發行了麻將專門四格漫畫，並於1999年在千葉縣設立麻將博物館。現在除了麻將以外，竹書房也發行彈珠機專題雜誌、寫真集、電影及戲劇原作小說。
2010年代起，竹書房常以製作委員會方式推出每集長度不到10分鐘的泡麵番電視動畫。
2019年3月，竹書房宣布出售總部舊址業權予日鐵興和不動產。2021年3月29日，竹書房宣布從原址東京都千代田區飯田橋二丁目7番3號搬遷，以推進其出版業務擴張戰略。

## 發行雜誌
- 近代麻雀（毎月1日、15日發售）
- （毎月8日發售）
- （毎月4日發售）
- （毎月19日發售）
- （毎月17日發售）
- （毎月11日發售）
- （毎月28日發售）
- （不定期で發售）
- （毎月30日發售）
- （毎月14日發售）
- （毎月16日發售）
- （毎月14日發售）
- （毎月4日發售）
- （毎月26日發售）
- （毎月30日發售）
- （毎月6日發售）
- （毎月22日發售）
- （毎月19日發售）
- （毎月28日發售）
- 麗人（偶數月9日發售）
- （毎月6日發售）
- （毎月19日發售）
- （毎月18日發售）
- （毎月10日發售）
- （毎月18日發售）
- 特冊新鮮組DX（毎月6日發售）
- 增刊特冊新鮮組DX（毎月下旬發售）
- 特冊快援隊（毎月上旬發售）
- 海賊No.1（毎月16日發售）
- （毎月29日發售）

## 發行文庫
- 竹書房文庫
- （休刊）
- （休刊）

## 外部連結
- 竹書房 -TAKESHOBO- （页面存档备份，存于） （日語）